# 福貢県
福貢県（ふくこう-けん）は中華人民共和国雲南省怒江リス族自治州に位置する県。国家級貧困県に指定されている。

## 地理
中国西南部を横断する山脈の一つである雲嶺が位置する。この山脈は、横断山脈に属する山脈の中でも最も幅が広く、最も面積が広く分布している山脈である。世界遺産三江併流の構成資産に含まれている。本自治州内にはサルウィン川（怒江）が流れている。北部は、同州の貢山トールン族ヌー族自治県と接し、北東部は、デチェン・チベット族自治州・維西リス族自治県と接し、南東部は、蘭坪ペー族プミ族自治県・雲竜県と接し、南部は瀘水市と接し、西部は、ミャンマー・カチン州・ミッチーナー県と国境を接している。

## 歴史
- 1954年4月6日 - 雲南省麗江専区福貢県リス族自治区が県制施行し、怒江リス族自治区福貢県となる。
- 1956年4月29日 - 怒江リス族自治区が怒江リス族自治州に改称。

- 1986年9月24日 - 碧江県の一部を編入。

## 行政区画
下部に1鎮、5郷、1民族郷を管轄する。
- 鎮
  - 上帕鎮
- 郷
  - 子里甲郷、架科底郷、鹿馬登郷、石月亮郷、馬吉郷
- 民族郷
  - 匹河ヌー族郷

## 交通

### 空港
- 怒江六庫空港（中国語版）（2023年開港予定）
- 怒江貢山空港（中国語版）（2022年開港予定）
- 怒江蘭坪空港（中国語版）（2020年開港）

### 道路
- 高速道路

- 国道
  -  G353国道（中国語版）

- 省道
- 228省道

## 健康・医療・衛生
- 福貢県人民医院
- 福貢県衛生防疫站